# Айтуар (Казахстан)
Айтуа́р (каз. Айтуар) — село у складі Жамбильського району Північноказахстанської області Казахстану. Входить до складу Архангельського сільського округу.
Населення — 158 осіб (2021; 213 у 2009, 299 у 1999, 348 у 1989).
Національний склад станом на 1989 рік:
- казахи — 100 %.